# Polytaenium ophioglossoides
Polytaenium ophioglossoides är en kantbräkenväxtart som först beskrevs av David Bruce Lellinger, och fick sitt nu gällande namn av S.Linds. Polytaenium ophioglossoides ingår i släktet Polytaenium och familjen Pteridaceae. Inga underarter finns listade.